# Ian Stewart (dirkač)
Ian Macpherson M Stewart, britanski dirkač Formule 1, * 15. julij 1929, Edinburgh, Škotska, † 19. marec 2017, Crieff, Škotska.
Ian Stewart je pokojni britanski dirkač Formule 1. V svoji karieri je nastopil le na domači dirki za  Veliko nagrado Velike Britanije v sezoni 1953, ko je z dirkalnikom Connaught Type A odstopil v štiriindvajsetem krogu zaradi napake na sistemu za vžig. 

## Popolni rezultati Formule 1
(legenda) (odebeljene dirke pomenijo najboljši štartni položaj, poševne pa najhitrejši krog, †-uvrščen kljub odstopu)
| Leto | Moštvo        | Šasija           | Motor       | 1   | 2   | 3   | 4   | 5   | 6      | 7   | 8   | 9   | Prv | Toč |
| ---- | ------------- | ---------------- | ----------- | --- | --- | --- | --- | --- | ------ | --- | --- | --- | --- | --- |
| 1953 | Ecurie Ecosse | Connaught Type A | Lea-Francis | ARG | 500 | NIZ | BEL | FRA | VB Ret | NEM | ŠVI | ITA | -   | 0   |